# Gersteinwerk
Das Gersteinwerk ist ein kombiniertes  Dampfkraftwerk (Erdgas) der RWE AG im Werner Stadtteil Stockum an der Lippe. Das Kraftwerk hat eine elektrische Nettoleistung von 1397 Megawatt und besitzt einen 282 Meter hohen Kamin. Das Werk gehört zu verschiedenen Themenrouten der Route der Industriekultur.

## Benennung
Benannt ist das Gersteinwerk nach dem Bochumer Landrat Karl Gerstein, der u. a. ein entschiedener Gegner des Vordringens des RWE nach Westfalen war.

## Entwicklung
Erbaut wurde es von 1913 bis 1917 von den späteren VEW. Damals wurde der Brennstoff (Steinkohle) von den umliegenden Zechen geliefert. Die letzten dieser alten Blöcke wurden 1991/1992 abgerissen. 

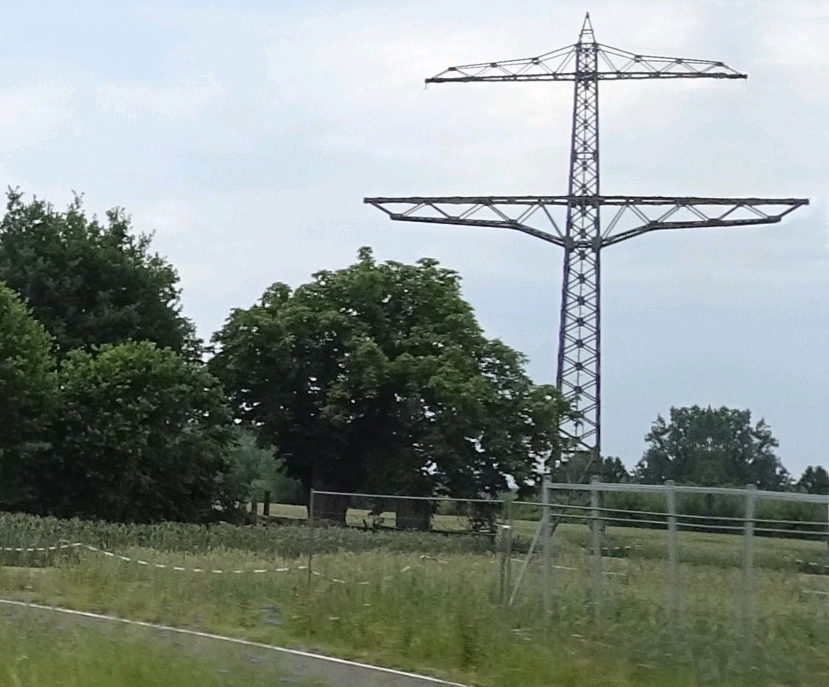
Freileitungsmast der 220-kV-Leitung nach Lehrte während des Rückbaus 2020

In den 1920er Jahren wurde das Kraftwerk an eine 220-kV-Freileitung angeschlossen, welche das Koepchenwerk bei Herdecke über das Gersteinwerk zunächst bis zum Umspannwerk Lehrte-Ahlten und ab den 1930er Jahren auch mit dem Helmstedter Revier verband; es wurde somit Teil des ersten innerdeutschen Stromverbundes. Bis 1941 wurde diese Verbindung über das Mitteldeutsche Bergbaurevier bis nach Österreich erweitert.
Die vier neuen Erdgas-Kraftwerksblöcke wurden von 1970 bis 1973 in Betrieb genommen, 1984 folgte der Kombinations-Kraftwerksblock (Block K) zur Verbrennung von Steinkohle. Die Kohle wurde zum großen Teil per Schiff zum eigenen Hafen am Datteln-Hamm-Kanal angeliefert. Der Hafen liegt auf der anderen Seite der Lippe auf dem Gebiet der Stadt Hamm; von dort wurde die Kohle mit Hilfe eines Förderbandes über den Fluss zum Kohlelager des Kraftwerks transportiert. Ein weiterer Teil der Kohle wurde mit der Werne–Bockum-Höveler Eisenbahn direkt zum Kraftwerk geliefert.
Im Block H wurde nur noch die Gasturbine betrieben (Solobetrieb), wodurch dieser Block nur noch eine Nettoleistung von 55 MW hatte. Er wurde im August 2018 schließlich stillgelegt.
Block I wurde aufgrund der damaligen Marktlage am 1. April 2012 stillgelegt und dauerkonserviert.
Am 14. August 2014 teilte RWE mit, im ersten Quartal 2017 den Betrieb des mit Steinkohle befeuerten Teils von Block K (620 MW) einstellen zu wollen. 2015 wurde bekannt, dass der Stilllegungstermin auf 2019 verschoben wurde.
Der mit Steinkohle befeuerte Teil des Blocks K wurde am 29. März 2019 vom Netz genommen und endgültig stillgelegt.

### Kapazitätsreserve
Seit dem 1. Oktober 2020 befinden sich die beiden Gasblöcke F2 und G2 in der Kapazitätsreserve der Übertragungsnetzbetreiber.

## Leistung
Die Erdgas-Kombiblöcke F, G, H und I liefern jeweils eine Bruttoleistung von 427 MW (Nettoleistung 410 MW) und dienen heute als Reserve zur Abdeckung von Spitzenlasten. Durch den mit der Energiewende in Deutschland verbundenen Ausbau von Windkraftanlagen und Photovoltaikanlagen hat sich der Einsatz des Kraftwerks gewandelt. Die Gasturbinen dienen immer häufiger bei kurzzeitigen Engpässen in der Stromversorgung (Dunkelflaute) als schnelle Ausfallreserve. Eine Besonderheit ist der Kombinationsprozess, bei dem eine Gasturbine dem Dampferzeuger vorgeschaltet ist: Die etwa 430 °C heißen Abgase der Gasturbine mit einem Volumenanteil von circa 17 % Restsauerstoff strömen in einen nachgeschalteten konventionellen Dampferzeuger zur Verbrennung von Erdgas. Die Wärme der von der Gasturbine dem Kessel zugeführten Verbrennungsluft wird zusätzlich noch als Nutzwärme im Dampferzeuger genutzt. Mit dem Verfahren wird ein Wirkungsgrad von 42 % erzielt. Diese Technik wurde von Klaus Knizia (Vorstandsvorsitzender der VEW AG von 1975 bis 1992) forciert und von 1972 bis 1974 in den Kraftwerken Gersteinwerk und Emsland umgesetzt.
Im Jahr 1984 wurde der Block K mit 791 MW elektrischer Bruttoleistung (112 MW Gasturbine, 679 MW Dampfturbine) in Betrieb genommen; nach Abzug des Eigenbedarfs stehen 732 MW (netto) dem Verbundnetz zur Verfügung. Dieser weltweit größte Gas-Steinkohle-Kombiblock hat eine mit den Erdgas-Kombiblöcken vergleichbare Schaltung; hier wird jedoch der eigentliche Dampferzeuger mit Steinkohle befeuert. Aus Steinkohle erzeugter Strom deckt generell Grund- und Mittellast ab, wird hier aber in Kombination mit der Gasturbine noch stärker für die Mittellast und sogar für Spitzenlast tauglich. Im März 2019 wurde der Steinkohleblock stillgelegt.

## Technische Daten
| Block         | Brennstoff | Feuerungswärmeleistung | El. Bruttoleistung | El. Nettoleistung | Fernwärmeleistung | Baubeginn | Inbetriebnahme | Stilllegung   | Status                            |
| ------------- | ---------- | ---------------------- | ------------------ | ----------------- | ----------------- | --------- | -------------- | ------------- | --------------------------------- |
| A–E (jeweils) | Steinkohle |                        |                    |                   |                   | 1913–1917 |                |               | abgerissen                        |
| F             | Erdgas     |                        | 427 MW             | 410 MW            |                   |           | 1970–1973      |               | F2 in Kapazitätsreserve           |
| G             | Erdgas     |                        | 427 MW             | 410 MW            |                   |           | 1970–1973      |               | G2 in Kapazitätsreserve           |
| H             | Erdgas     |                        |                    | 055 MW            |                   |           | 1970–1973      | August 2018   | stillgelegt                       |
| I             | Erdgas     |                        | 427 MW             | 410 MW            |                   |           | 1970–1973      | 1. April 2012 | dauerkonserviert                  |
| K1            | Erdgas     |                        | 112 MW             | 112 MW            |                   | 1979      | 1984           |               | in Betrieb                        |
| K2            | Steinkohle |                        | 679 MW             | 620 MW            |                   | 1979      | 1984           | 29. März 2019 | stillgelegt                       |
| L             | Erdgas     |                        | bis 1300 MW        |                   |                   |           |                |               | geplant; Bauvorbescheid liegt vor |

Quelle: Bundesnetzagentur

## Batteriespeicher
Auf dem Kraftwerksgelände befindet sich seit 2023 ein Batterie-Speicherkraftwerk. Der Speicher aus Lithium-Ionen-Akkumulatoren hat eine installierte Leistung von 72 MW und 79 MWh Speicherkapazität. Das Speichersystem stellt Regelleistung bereit und wird am Energiemarkt eingesetzt. Durch virtuelle Kopplung mit RWE-Laufwasserkraftwerken an der Mosel wird der Betrieb optimiert: Durch das Hoch- bzw. Herunterregeln der Durchflussmenge an diesen Anlagen kann RWE zusätzliche Leistung als Regelenergie bereitstellen und die Gesamtleistung der Batterien steigern. Die Systemtechnik zur Integration und optimalen Steuerung der Be- und Entladung der Batterien liefert SMA Solar Technology. Es kommen mehrere Batterie-Wechselrichter des Typs Sunny Central Storage UP 3450 zum Einsatz.

## Netzanschluss
Der Netzanschluss der Blöcke F1, G1, I1 und K1 erfolgt auf der 110-kV-Hochspannungsebene in das Verteilnetz der Westnetz. In das Übertragungsnetz von Amprion speisen die Blöcke F2 und G2 auf der 220-kV-Höchstspannungsebene ein. Der Steinkohle-Block K2 war auch mit einer Nennspannung von 380 kV angeschlossen.
| Block | Netto-Nennleistung | Spannungsebene | Netzbetreiber | Schaltanlage               |
| ----- | ------------------ | -------------- | ------------- | -------------------------- |
| F1    | 055 MW             | 110 kV         | Westnetz      | Gersteinwerk               |
| F2    | 355 MW             | 220 kV         | Amprion       | Gersteinwerk               |
| G1    | 055 MW             | 110 kV         | Westnetz      | Gersteinwerk               |
| G2    | 355 MW             | 220 kV         | Amprion       | Gersteinwerk               |
| I1    | 055 MW             | 110 kV         | Westnetz      | Gersteinwerk               |
| K1    | 112 MW             | 110 kV         | Westnetz      | Gersteinwerk, Bockum-Hövel |